# (73856) 1996 WF
1996 دابليو أف (ويعرف أيضًا باسم (73856) 1996 دابليو أف وفق تسمية الكوكب الصغير) (بالإنجليزية: 1996 WF)‏ هو كويكب ضمن حزام الكويكبات؛ وترتيبه 73856 من حيث الاكتشاف.
اكتُشف هذا الجُرم الفلكي بواسطة Dennis di Cicco ‏ في 16 نوفمبر 1996.

## وصلات خارجية
- (73856) 1996 WF في قاعدة بيانات مختبر الدفع النفاث لأجرام النظام الشمسي الصغيرة

- الاكتشاف · مخطط المدار ·  العناصر المدارية · المعلمات المادية

- (73856) 1996 WF على موقع ويكي سكاي: DSS2, SDSS, GALEX, IRAS, Hydrogen α, X-Ray, Astrophoto, Sky Map, Articles and images